# Rijksbeschermd gezicht Radio Kootwijk
Gezicht Radio Kootwijk is een van rijkswege beschermd dorpsgezicht in Radio Kootwijk bij Hoog Soeren in de Nederlandse provincie Gelderland. De procedure voor aanwijzing werd gestart op 27 maart 2009. Het gebied is op 6 juni 2012 definitief aangewezen. Het beschermd gezicht beslaat een oppervlakte van 486,3 hectare.
Panden die binnen een beschermd gezicht vallen krijgen niet automatisch de status van beschermd monument. Wel zal de gemeente het bestemmingsplan aanpassen om nieuwe ontwikkelingen in het gebied te reguleren. De gezichtsbescherming richt zich op de stedenbouwkundige en cultuurhistorische waardering van een gebied en wil het toekomstig functioneren daarvan veiligstellen.